# فردیناندو پائر
فردیناندو پائر (ایتالیایی: Ferdinando Paer; ۱ ژوئن ۱۷۷۱ – ۳ مهٔ ۱۸۳۹) آهنگساز و رهبر ارکستر اهل ایتالیا بود.
وی تباری اتریشی داشت و شهرتش بیشتر به‌واسطهٔ اوراتوریوها و اپراهایش است.